# Virming
Virming é uma comuna francesa na região administrativa de Grande Leste, no departamento de Mosela. Estende-se por uma área de 10,77 km². Em 2010 a comuna tinha 302 habitantes (densidade: 28 hab./km²).